# Грличе
Грличе (словен. Grliče) је насељено место у општини Шмарје при Јелшах, Савињска регија, Словенија.

## Историја
До територијалне реорганизације у Словенији било је у саставу старе општине Шмарје при Јелшах.

## Становништво
У попису становништва из 2011. године, Грличе је имало 217 становника.
| Број становника према пописима | Број становника према пописима | Број становника према пописима |
| ------------------------------ | ------------------------------ | ------------------------------ |
| 1991                           | 2002                           | 2011                           |
| 178                            | 203                            | 217                            |

Напомена: Године 2017. извршена је мања размена територија између насеља Грличе и Кристан Врх.